# Federação Paulista de Handebol
A Federação Paulista de Handebol FPHand é uma federação que congrega entidades, ligas e clubes em São Paulo para regulamentar o Handebol no estado, ela é uma entidade filiada a Confederação Brasileira de Handebol (CBH), organiza os torneios oficiais que envolvam as equipes do Estado, como o Campeonato Paulista de Handebol e a Copa São Paulo de Handebol., fundada em 1940 

## Categorias
- Campeonato Paulista de Handebol Masculino
- Campeonato Paulista de Handebol Feminino

## Handebol em São Paulo
A prática do esporte teve início no final da década de 1920 através dos clubes ligados a colônia alemã na cidade de São Paulo. Com o crescimento da prática da modalidade nas escolas de origem alemã, diretores das agremiações estudaram a realização de campeonatos.
No dia 16 de março de 1931 é fundada a primeira associação representativa da modalidade no Brasil, a chamada Associação Alemã de Handball. A primeira competição foi realizada naquele ano, o chamado "Torneio Início". Também foi realizada a primeira edição do Campeonato Paulista. Em ambas, o Sport Club Einigkeit foi campeão.
A expansão da modalidade foi registrada em 1950, com a realização das partidas de handebol de campo nos principais estádios do estado como preliminares das partidas de futebol profissional.
Em 1954, aconteceram as primeiras atividades de introdução do Handebol de Salão no Brasil. A partir de 1967, registra-se o primeiro Campeonato Paulista realizado em salão. Já em 1972 teve início a disputa do Campeonato Paulista Feminino.

## Participação na fundação da Confederação Brasileira de Handebol
A Federação de Handebol do Estado do Rio de Janeiro é uma das que são consideradas fundadoras da Confederação Brasileira de Handebol e são as seguintes: Federação Paulista de Handebol; Federação de Handebol do Estado do Rio de Janeiro; Federação Maranhense de Handebol; Federação Pernambucana de Handebol; Federação Cearense de Handebol; Federação Gaúcha de Handebol e Federação Paraense de Desportos. São também classificadas com federações fundadoras da CBH que estiveram na Assembléia de Eleição no dia 22 de agosto de 1979 no Rio de Janeiro: Federação Paranaense de Handebol; Federação Mineira de Handebol; Federação Amazonense de Handebol, Federação Sergipana de Handebol e Federação Paraibana de Handebol.

## Campeões

### Feminino
Ano - Campeão
- 1972 - Sport Club Corinthians Paulista[5]
- 1973 - Tênis Clube Paulista[5]
- 1974 - Tênis Clube Paulista[5]
- 1975 - Não houve[5]
- 1976 - Sport Club Corinthians Paulista[5]
- 1977 - Sport Club Corinthians Paulista[5]
- 1978 - A. S. M. de Guarulhos[5]
- 1979 - A. S. M. de Guarulhos[5]
- 1980 - A. D. C. Siemaco[5]
- 1981 - Sport Club Corinthians Paulista[5]
- 1982 - Volkswagem Clube[5]
- 1983 - A. D. C. Siemaco[5]
- 1984 - A. A. Guaru[5]
- 1985 - Faculdades Santana[5]
- 1986 - A. A. Guaru[5]
- 1987 - Tênis Clube Paulista[5]
- 1988 - A. A. Guaru[5]
- 1989 - A. A. Guaru[5]
- 1990 - A. A. Guaru[5]
- 1991 - A. A. Guaru[5]
- 1992 - A. A. Guaru[5]
- 1993 - A. A. Guaru[5]
- 1994 - A. A. Guaru[5]
- 1995 - Santo André Clube e Clube Recreativo Maxion[5]
- 1996 - A. A. Guaru[5]
- 1997 - A. A. Guaru[5]
- 1998 - A. A. Guaru[5]
- 1999 - Unicel/Fito/Osasco[5]
- 2000 - A. A. Guaru[5]
- 2001 - A. A. Guaru[5]
- 2002 - A. A. Guaru[5]
- 2003 - Grêmio Havaí Paulínia/Mauá Universo[5]
- 2004 - São Paulo F.C./Guaru[5]
- 2005 - São Paulo F.C./Guaru[5]
- 2006 - Metodista/São Bernardo/Besni[5]
- 2007 - Metodista/São Bernardo/Besni[5]
- 2008 - Metodista/São Bernardo/Besni[5]
- 2009 - A.D.C. Metodista/São Bernardo[5]
- 2010 - A.D.C. Metodista/São Bernardo[5]
- 2011 - A.D.C. Metodista/São Bernardo[5]
- 2012 - A.D.C. Metodista/São Bernardo/Besni[5]

### Masculino
Ano - Campeão
- Campeonato Paulista de Handebol de 1931 - Sport Club Einigkert[5]
- Campeonato Paulista de Handebol de 1932 - Clube Ginástico Paulista[5]
- Campeonato Paulista de Handebol de 1933 Deutscher Sport Club[5]
- Campeonato Paulista de Handebol de 1934 - Esporte Clube Pinheiros[5]
- Campeonato Paulista de Handebol de 1935 - Clube Ginástico Paulista[5]
- Campeonato Paulista de Handebol de 1936 - Associação de Cultura Física[5]
- Campeonato Paulista de Handebol de 1937 - Esporte Clube Pinheiros[5]
- Campeonato Paulista de Handebol de 1938 - Clube Ginástico Paulista[5]
- Campeonato Paulista de Handebol de 1939 - Deutscher Sport Club[5]
- Campeonato Paulista de Handebol de 1940 - Esporte Clube Pinheiros[5]
- Campeonato Paulista de Handebol de 1941 - Esporte Clube Pinheiros[5]
- Campeonato Paulista de Handebol de 1942 - Clube Ginástico Paulista[5]
- Campeonato Paulista de Handebol de 1943 - Clube Ginástico Paulista[5]
- Campeonato Paulista de Handebol de 1944 - Associação de Cultura Física[5]
- Campeonato Paulista de Handebol de 1945 - Esporte Clube Pinheiros[5]
- Campeonato Paulista de Handebol de 1946 - Clube Ginástico Paulista[5]
- Campeonato Paulista de Handebol de 1947 - Clube Ginástico Paulista[5]
- Campeonato Paulista de Handebol de 1948 - Esporte Clube Pinheiros[5]
- Campeonato Paulista de Handebol de 1949 - Associação de Cultura Física[5]
- Campeonato Paulista de Handebol de 1950 - Esporte Clube Pinheiros[5]
- Campeonato Paulista de Handebol de 1951 - Associação de Cultura Física[5]
- Campeonato Paulista de Handebol de 1952 - Esporte Clube Sírio[5]
- Campeonato Paulista de Handebol de 1953 - Esporte Clube Sírio[5]
- Campeonato Paulista de Handebol de 1954 - Esporte Clube Pinheiros[5]
- Campeonato Paulista de Handebol de 1955 - Martini Clube[5]
- Campeonato Paulista de Handebol de 1956 - Martini Clube[5]
- Campeonato Paulista de Handebol de 1957 - Martini Clube[5]
- Campeonato Paulista de Handebol de 1958 - Martini Clube[5]
- Campeonato Paulista de Handebol de 1959 - Martini Clube[5]
- Campeonato Paulista de Handebol de 1960 - Martini Clube[5]
- Campeonato Paulista de Handebol de 1961 - Martini Clube[5]
- Campeonato Paulista de Handebol de 1962 - Esporte Clube Pinheiros[5]
- Campeonato Paulista de Handebol de 1963 - Tênis Clube Paulista[5]
- Campeonato Paulista de Handebol de 1964 - Esporte Clube Pinheiros[5]
- Campeonato Paulista de Handebol de 1965 - Esporte Clube Pinheiros[5]
- Campeonato Paulista de Handebol de 1966 - Martini Clube[5]
- Campeonato Paulista de Handebol de 1967 - Esporte Clube Pinheiros[5]
- Campeonato Paulista de Handebol de 1968 - Tênis Clube Paulista[5]
- Campeonato Paulista de Handebol de 1969 - Esporte Clube Pinheiros[5]
- Campeonato Paulista de Handebol de 1970 - Esporte Clube Pinheiros[5]
- Campeonato Paulista de Handebol de 1971 - Esporte Clube Pinheiros[5]
- Campeonato Paulista de Handebol de 1972 - Esporte Clube Pinheiros[5]
- Campeonato Paulista de Handebol de 1973 - Tênis Clube Paulista[5]
- Campeonato Paulista de Handebol de 1974 - Esporte Clube Pinheiros[5]
- Campeonato Paulista de Handebol de 1975 - Sport Club Corinthians Paulista[5]
- Campeonato Paulista de Handebol de 1976 - Sport Club Corinthians Paulista[5]
- Campeonato Paulista de Handebol de 1977 - Esporte Clube Pinheiros[5]
- Campeonato Paulista de Handebol de 1978 - Esporte Clube Sírio[5]
- Campeonato Paulista de Handebol de 1979 - Esporte Clube Banespa[5]
- Campeonato Paulista de Handebol de 1980 - Esporte Clube Banespa[5]
- Campeonato Paulista de Handebol de 1981 - Esporte Clube Pinheiros[5]
- Campeonato Paulista de Handebol de 1982 - Soc. Recreativa Bragança[5]
- Campeonato Paulista de Handebol de 1983 - Sport Club Corinthians Paulista[5]
- Campeonato Paulista de Handebol de 1984 - Sport Club Corinthians Paulista[5]
- Campeonato Paulista de Handebol de 1985 - Esporte Clube Sírio[5]
- Campeonato Paulista de Handebol de 1986 - Esporte Clube Sírio[5]
- Campeonato Paulista de Handebol de 1987 - Esporte Clube Sírio[5]
- Campeonato Paulista de Handebol de 1988 - Esporte Clube Sírio[5]
- Campeonato Paulista de Handebol de 1989 - Esporte Clube Sírio e Esporte Clube Banespa[5]
- Campeonato Paulista de Handebol de 1990 - Esporte Clube Banespa[5]
- Campeonato Paulista de Handebol de 1991 - Esporte Clube Pinheiros[5]
- Campeonato Paulista de Handebol de 1992 - Esporte Clube Sírio[5]
- Campeonato Paulista de Handebol de 1993 - A. A. Guaru[5]
- Campeonato Paulista de Handebol de 1994 - A.A.A. Metodista[5]
- Campeonato Paulista de Handebol de 1995 - A.A.A. Metodista[5]
- Campeonato Paulista de Handebol de 1996 - Esporte Clube Pinheiros[5]
- Campeonato Paulista de Handebol de 1997 - Esporte Clube Pinheiros[5]
- Campeonato Paulista de Handebol de 1998 - Esporte Clube Pinheiros[5]
- Campeonato Paulista de Handebol de 1999 - A.A.A. Metodista[5]
- Campeonato Paulista de Handebol de 2000 - A.A.A. Metodista[5]
- Campeonato Paulista de Handebol de 2001 - A.A.A. Metodista[5]
- Campeonato Paulista de Handebol de 2002 - Esporte Clube Pinheiros[5]
- Campeonato Paulista de Handebol de 2003 - A.A.A. Metodista[5]
- Campeonato Paulista de Handebol de 2004 - Imes/São Caetano[5]
- Campeonato Paulista de Handebol de 2005 - Imes/São Caetano[5]
- Campeonato Paulista de Handebol de 2006 - Esporte Clube Pinheiros/Santo André[5]
- Campeonato Paulista de Handebol de 2007 - Metodista/São Bernardo/Besni[5]
- Campeonato Paulista de Handebol de 2008 - Metodista/São Bernardo/Besni[5]
- Campeonato Paulista de Handebol de 2009 - Esporte Clube Pinheiros[5]
- Campeonato Paulista de Handebol de 2010 - Esporte Clube Pinheiros[5]
- Campeonato Paulista de Handebol de 2011 - A.D.C. Metodista/São Bernardo[5]
- Campeonato Paulista de Handebol de 2012 - A.D.C. Metodista/São Bernardo[5]